# محمد کامارا (بازیکن فوتبال، زاده ژانویه ۲۰۰۰)
محمد کامارا (انگلیسی: Mohamed Camara؛ زادهٔ ۶ ژانویهٔ ۲۰۰۰) بازیکن فوتبال اهل مالی است.
وی همچنین در تیم ملی فوتبال زیر ۱۷ سال مالی بازی کرده‌است.